# ベンジャミン・ラトローブ
ベンジャミン・ヘンリー・ラトローブ（英:Benjamin Henry Latrobe、1764年5月1日-1820年9月3日）は、イギリス出身でアメリカ合衆国に渡った建築家であり、アメリカ合衆国議会議事堂やアメリカ合衆国では初めてのカトリック教会大聖堂であるボルティモア・バシリカの設計で最も良く知られている。1796年にアメリカ合衆国に渡り、最初はバージニア州、後にフィラデルフィアに移って開業した。1803年、アメリカ合衆国公共建築の測量士として雇用され、その後の14年間の大半は首都ワシントンD.C.の建設計画に関わった。その後の人生ではニューオーリンズの上水道計画の仕事を行い、そこで1820年、黄熱病のために死んだ。ラトローブは「アメリカ建築の父」と呼ばれてきた。

## 伝記

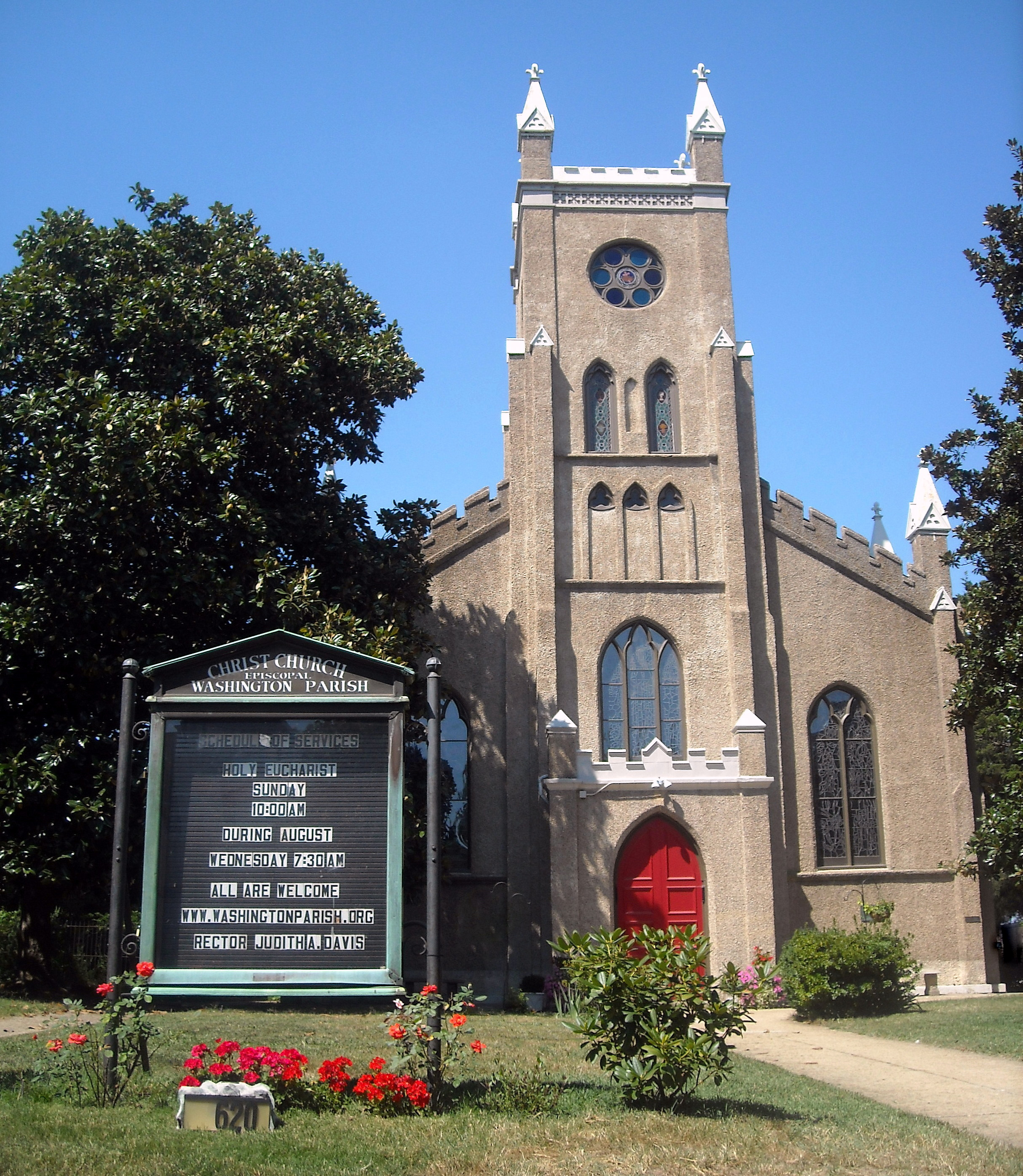
ワシントンD.C.のクライスト・チャーチ、ゴシック復古調建築

### 初期の経歴
ラトローブは1764年に、イギリスのウェスト・ヨークシャー州、パゼーに近いフルネック・モラビア集落で、ベンジャミン・ラトローブ牧師とマーガレット・アンテス夫妻の子供として生まれた。その母はアメリカのペンシルベニア植民地で裕福な土地所有者の家庭に生まれていたが、その父がフルネックのモラビア教会の学校で教育させるためにイングランドに行かせていた。ラトローブの父はイギリスにおけるモラビア教会の学校や組織全ての責任者であり、社交界上流階級に広い交友関係を持っていた。父は教育と学位の重要さおよび社会的交わりの価値を強調し、一方母はアメリカへの好奇心と興味を植え付けた。ラトローブは若いときから景色や建物の絵を描くことを楽しんだ。
1776年、ラトローブが12歳の時に、ザクセンとプロイセンの境界に近いシレジアのニースキーにあるモラビア教会の学校に送り出された。18歳のときに数ヶ月間ドイツを旅して回り、その後プロイセン軍に入隊してアメリカ合衆国軍でも傑出した士官と親友になった。ラトローブはオーストリア軍でも従軍した可能性があり、何度か怪我や病気を味わった。それから快復すると、ヨーロッパ大陸巡遊旅行を始め、ザクセン、パリ、イタリアなどあちこちを訪れた。ラトローブは教育や旅を通じて、ドイツ語、フランス語、ギリシャ語およびラテン語をマスターし、イタリア語やスペイン語もかなり話せるようになり、またヘブライ語についても知識を得た。
ラトローブは1784年にイングランドに戻ると、エディストーン灯台の設計で有名な技師であるジョン・スミートンの弟子になった。その後の1787年（あるいは1788年）、新古典主義建築家サミュエル・ペピス・コッカレルの弟子として短期間働き、その後に建築家としての仕事を始めるためにそこを去った。1790年、ラトローブはロンドンの官公庁の測量士として雇われたが、おそらくこれは当時萌芽期にあった諜報部のカモフラージュと考えられ、自分でも1791年に建築家としての実務を始めた。1792年には、サセックスのイーストグリンステッドに近いハマーウッド公園の設計注文を受け、これが最初の独立した仕事になった。1793年には近くのアシュダウン・ハウスを設計した。ラトローブは技師のジョン・スミートンやウィリアム・ジェソップと共に、サリー州ベイシングストーク運河の建設に関わった。1793年春、チェルマー・アンド・ブラックウォーター行路の測量業務に雇われ、その改善計画に携わった。この仕事はラトローブの計画がイギリス議会で承認されなかった1795年初期まで続いた。ラトローブはこの計画に関する仕事に対する報酬を得られなかった。
1790年2月、ラトローブはリディア・セロンと結婚し、ロンドンで忙しい社交生活を送った。この夫婦には1人の娘、リディア・セロン・ラトローブと1人の息子、ヘンリー・セロン・ラトローブが生まれたが、妻のリディアは1793年に3人目の子供を出産するときに死んだ。リディアはその父から資産を相続しており、これは子供達の叔父達に信託されて2人の子供達に遺されることになっていたが、相続財産は結局子供達に渡らないままになった。1795年、ラトローブは破産と妻の死の後でひどい神経衰弱に陥り、アメリカに移民することに決めて、11月25日にはエリザ号に乗って出発した。
ラトローブは後にアメリカで一連の位相幾何的風景の水彩画で知られるようになったが、それはエリザ号から眺めたイングランドの南岸のホワイト・クリフ（白い崖）を描いたことから始まった。しかし、これに先立つ1795年9月8日付けのイースト・グリンステッドの水彩画があった。

### アメリカ合衆国
ラトローブは管理の悪い船で食料も枯渇し餓死しそうになるという4ヶ月の辛い船旅の後に、1796年3月半ば、バージニア州ノーフォークに到着した。当初はノーフォークで暮らしてウィリアム・ペノック・ハウスを設計し、その後4月にリッチモンドに行った。ラトローブがバージニア州に到着して間もなく、ジョージ・ワシントン大統領の甥であるブッシュロッド・ワシントンと友達になり、またエドムンド・ランドルフなどその他著名人とも親しくなった。ブッシュロッド・ワシントンを通じて、その年の夏に大統領に会うためにマウントバーノンを表敬訪問することができた。
ラトローブのアメリカ合衆国における最初のプロジェクトは1797年に受注したリッチモンドの州立刑務所だった。この刑務所にはトーマス・ジェファーソンなどの人物が考案した刑務所改革における革新的なアイディアが取り入れられ、監視が容易なように半円形に配置された房室や衛生面や換気を良くして生活条件を改善したものがあった。リッチモンド刑務所は独房監禁の利用についてもラトローブが先駆者となった。バージニア州に居る間に、1600年代にウィリアムズバーグ近くにバージニア総督ウィリアム・バークレー卿が建てたがアメリカ独立戦争の後で荒廃していたグリーン・スプリング邸宅にかかわる仕事をした。また、リッチモンドに近いミルヒル・プランテーションの家屋など、建設はしなかったが多くの家屋の設計図を書いた。
バージニア州で1年間を過ごし、新しい場所に居ることの新規性も薄れてきて、ラトローブはバージニア州では孤独と不安を感じた。友人のジャンバッティスタ・スキャンデラがラトローブにとって理想の場所としてフィラデルフィアを推薦した。1798年4月、ラトローブは暫くの間フィラデルフィアを訪れ、ペンシルベニア銀行総裁のサミュエル・J・フォックスに会って、新しい銀行の建物のためのデザインを提供した。当時のフィラデルフィアの政治的風土はバージニア州とは全く異なっており、連邦党とジェファーソンの民主共和党との間の強い分裂や反フランス感情があった。従ってフィラデルフィア自体は諸手を挙げてラトローブを歓迎する雰囲気には無かった。ラトローブはフィラデルフィアに行く途中でワシントンD.C.を通り、そこでウィリアム・ソーントンと会って、初めてアメリカ合衆国議会議事堂を見た。リッチモンドに戻る途中でも再度ワシントンD.C.に立ち寄った。ラトローブは1798年11月までリッチモンドに留まっていたが、この時ペンシルベニア銀行の建物にラトローブのデザインが選ばれた。ラトローブは建設の監督が出来るようにフィラデルフィアに移動したが、時にはバージニア州の顧客の仕事も続けた。

#### フィラデルフィア
ラトローブがフィラデルフィアに到着したとき、2人の友人、スキャンデラとヴォルニーは外国人・治安諸法に関する心配のためにアメリカを去っていたが、アメリカ哲学会でその知り合い数人と友人になった。ラトローブは地質学や博物史所見に関する幾つかの論文を学会に提出し、学会員となった。ラトローブはその魅力ある個性によって、フィラデルフィアの影響力有る金融や実業家の家庭の中で直ぐに友人を作り、才能ある蒸気機関製作者ニコラス・ルーズベルトと親友になって、ルーズベルトがラトローブに上水道計画を世話してくれた。

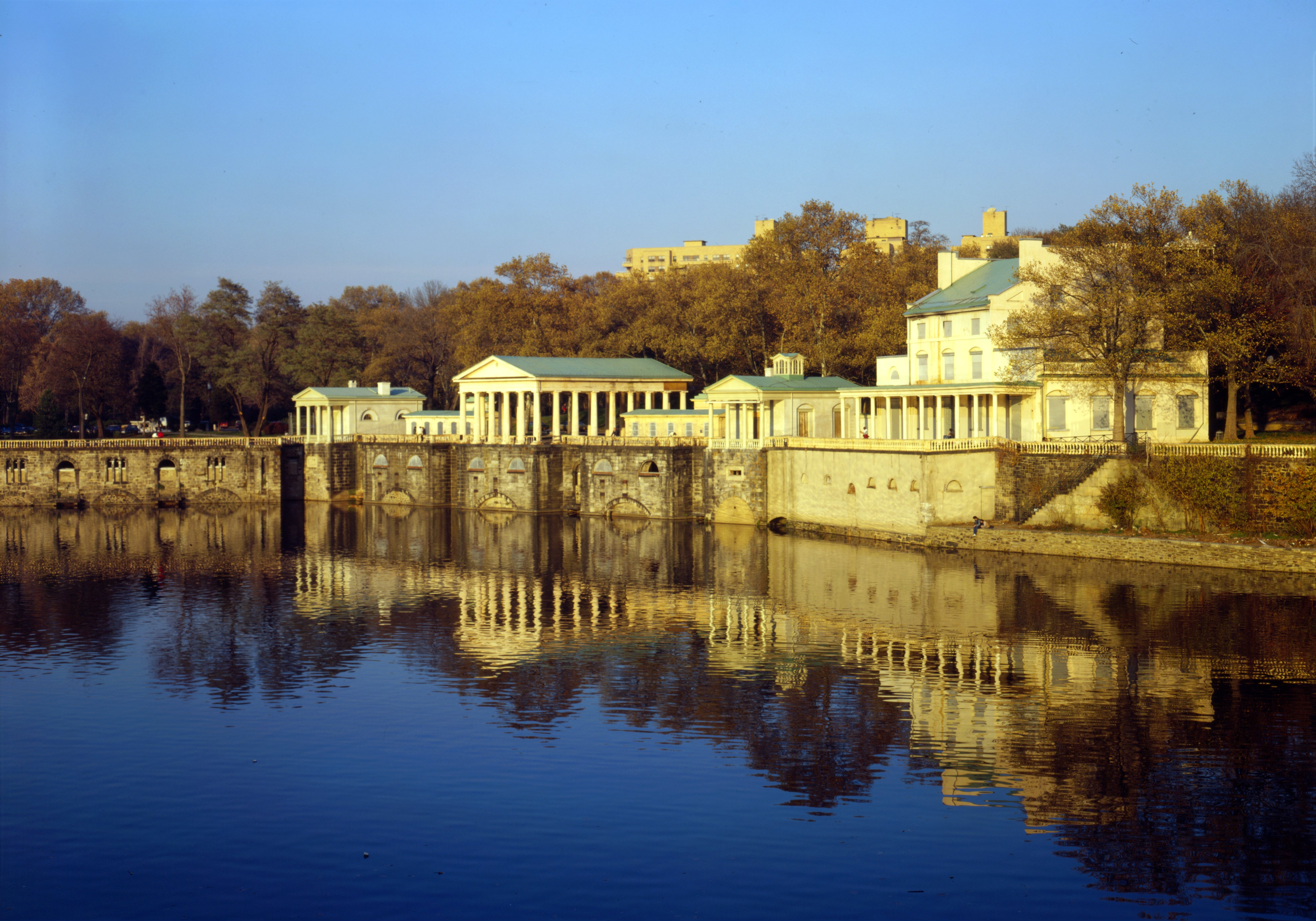
フェアモント上水道施設

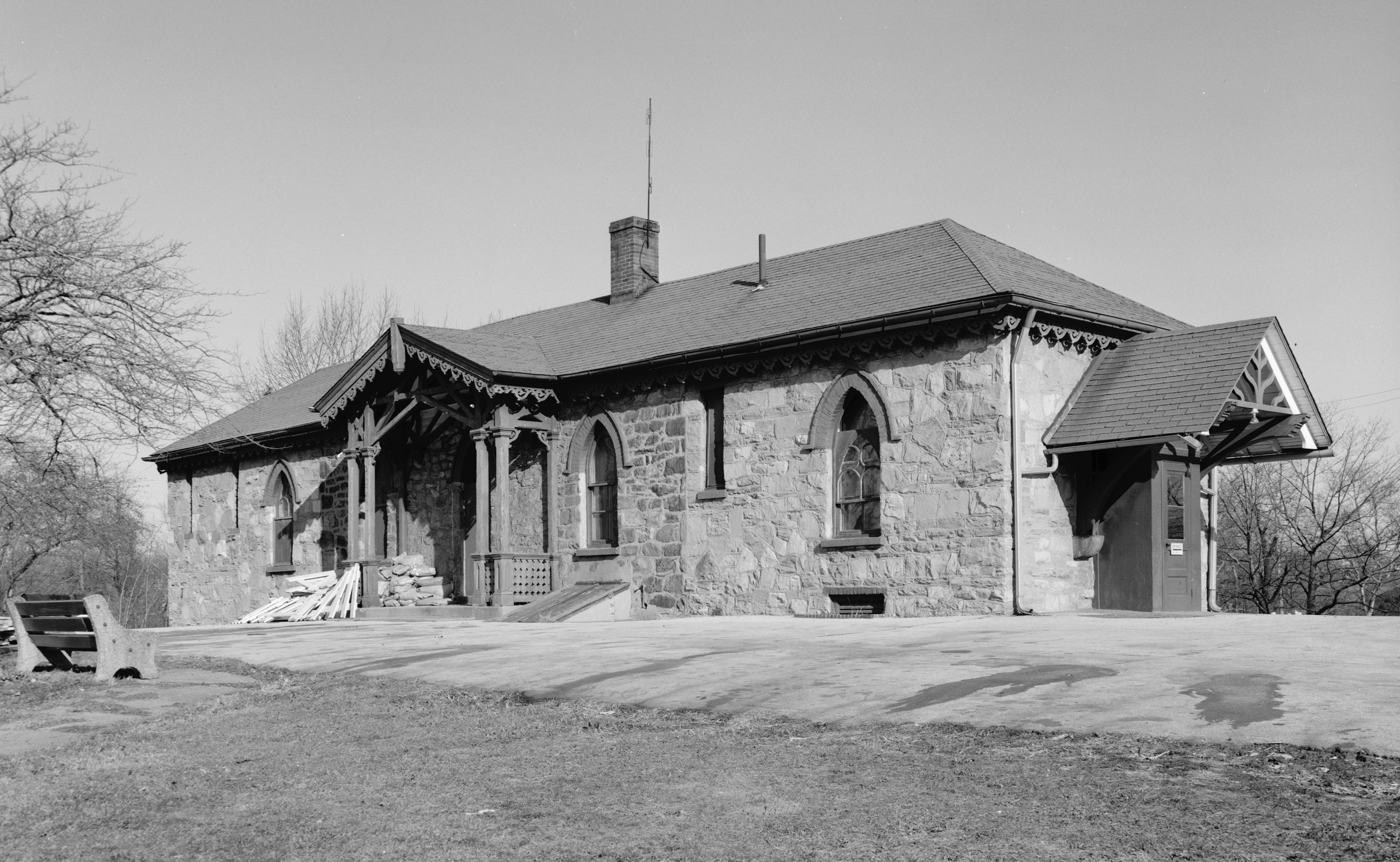
セジリー、現在でも残っている

フィラデルフィアにおけるラトローブの最初の主要プロジェクトはペンシルベニア銀行の設計であり、これはアメリカ合衆国では最初のグリーク・リヴァイヴァル建築の例となった。ペンシルベニア銀行の建物はその後1870年に解体された。この注文はラトローブがその評判を高めることになったフィラデルフィアで開業することを決心させるものになった。また、フィラデルフィアのフェアモント上水道施設の設計にも雇われた。センター・スクエアにあるポンプ室はラトローブがグリーク・リヴァイヴァルで設計した。フィラデルフィアの上水道計画で働いた後は、チェサピーク・アンド・デラウェア運河の技師として働いた。
グリーク・リヴァイヴァルの設計に加えて、その作品にはゴシック・リヴァイヴァルも使っており、これには1799年にデザインしたフィラデルフィアの田園風邸宅セジリーがある。ゴシック・リヴァイヴァル様式はフィラデルフィア銀行建物にも使われており、1807年に建設され、1836年に解体された。1803年から1808年までは若い建築家ロバート・ミルズがラトローブの助手として働き、ミルズはその後開業した。ラトローブはフィラデルフィアに居る間の1800年に、メアリー・エリザベス・ヘイゼルハーストと結婚した。

#### ワシントンD.C

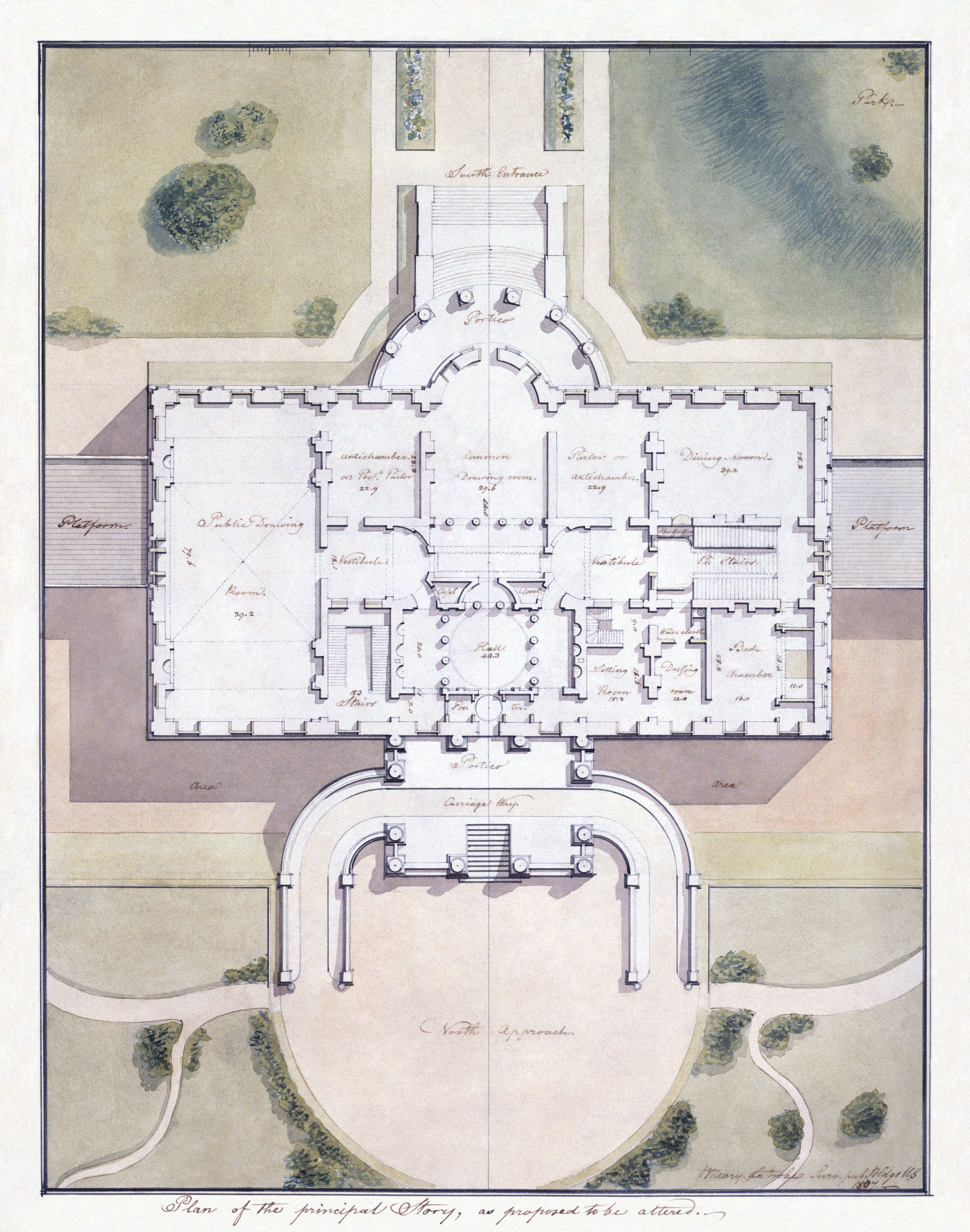
ラトローブが設計したホワイトハウスの基本配置図、1807年

アメリカ合衆国でのラトローブは最初の職業的建築家として直ぐに有名になった。ラトローブはトーマス・ジェファーソンと友人であり、そのバージニア大学の設計に影響を与えた可能性がある。またアーロン・バーお気に入りの建築家だった。ジェファーソンやジェームズ・モンロー、さらにはニューオーリンズの建築家で海賊のバーセレミー・ラフォンなど当時の主要人物の多くと知り合いになった。ラトローブが広く旅したときの挿絵入り日記は若いアメリカ合衆国の記録となっている。当時のアメリカ合衆国には建築専門の正式な学校が無かったので、建築学の分野でウィリアム・ストリックランドを訓練した。
1803年、ラトローブはアメリカ合衆国公共建築の測量士として雇用され、アメリカ合衆国議会議事堂の工事では建設監督官となった。これはウィリアム・ソーントンによって設計され既に建設工事が行われているものを監督する任務だった。ラトローブはその時点までに行われた工事を批判し、1803年の副大統領アーロン・バーに宛てた手紙で、「欠陥のある建設」だと決めつけた。それでもジェファーソン大統領は、議事堂の設計ではソーントンのものに従うよう固執した。1812年6月、議事堂の建設は米英戦争勃発と第一合衆国銀行破綻のために中断された。
米英戦争中ラトローブはピッツバーグに転居しており、1815年に戦中に破壊された議事堂の再建責任を任される、議事堂建築監としてワシントンに戻った。議事堂の再建には大きな自由度を与えられ、内装には独自のデザイン要素を入れた。1817年までに建物全体の完成設計図をジェームズ・モンロー大統領に提出した。ラトローブは1817年11月20日に議事堂建築監を辞任した。この大きな仕事が無ければ、ラトローブは困難さに直面し、破産しているところだった。ラトローブは1818年1月にワシントンを離れ、ボルティモアに移転した。

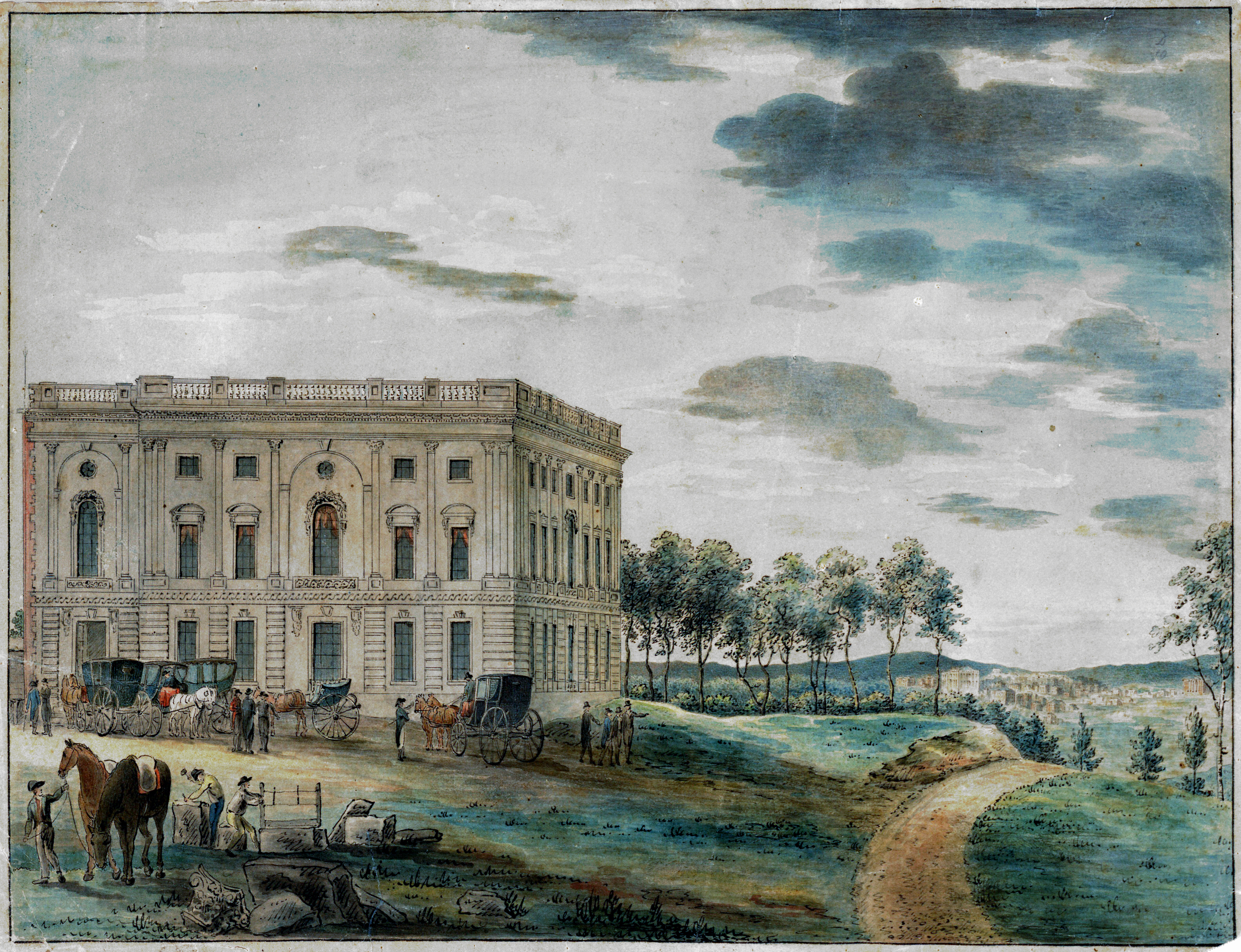
1800年に議会が入った時のラトローブの議事堂

ラトローブの大きな仕事はアメリカ合衆国議会議事堂建設を監督することだったが、ワシントンでは他の多くのプロジェクトでも責任があった。1804年、アメリカ合衆国海軍の技師長になった。主任測量士としてはワシントン運河に関与した。この運河の推進では官僚的障害に直面し、運河会社の重役はラトローブの石造閘門という要請を拒絶した。この運河は木製閘門で建設され、その後1811年の激しい嵐で破壊された。ワシントン海軍造船所のメインゲートも設計した。他にもワシントンとアレクサンドリアを繋ぐワシントン・アンド・アレクサンドリア・ターンパイク、メリーランド州フレデリックとを繋ぐ道路、およびブラーデンスバーグを経てボルティモアに繋ぐコロンビア・ターンパイクなど、ワシントンD.C.における輸送計画の仕事もした。またポトマック川に架かるワシントン橋の建設では、船舶の航行を妨げずにジョージタウンに繋ぐというやり方について助言者となった。
ワシントンのラファイエット広場周辺のプロジェクトでは、セントジョンズ聖公会教会、ディケーター・ハウスおよびホワイトハウスのポルチコ（屋根のある玄関）等にも関与した。ラトローブが設計した個人の家としては、ジョン・P・ヴァン・ネスおよびピーター・カザノヴからの注文があった。ワシントン時代の大半、フィラデルフィアや他所での個人事業やその他のプロジェクトにかなりの程度関わり続けた。ラトローブの現場監督であるジョン・レントールは、ワシントンでもっと時間を割くように言い続けた。
ラトローブはその理想とするところの多くと相反するワシントンの都市計画について悲観的になってワシントンを離れた。バロック様式の都市計画やピエール・シャルル・ランファンが計画したその他の側面を嫌い、議会議事堂についてはソーントンの計画に合わせることに不満を抱いた。ラトローブの見解における全体都市計画の大きな問題点は、内部に抱える大きな距離だった。ラトローブはワシントン運河を重要な要素と見なし、成功しておればこの問題を緩和できるはずだった。ラトローブはまたワシントン市の経済的可能性についても関心があった。ワシントンと北西のフレデリックとを繋ぐ道路を建設すればワシントンを通る経済流通を促進すると主張した。

#### ニューオーリンズ

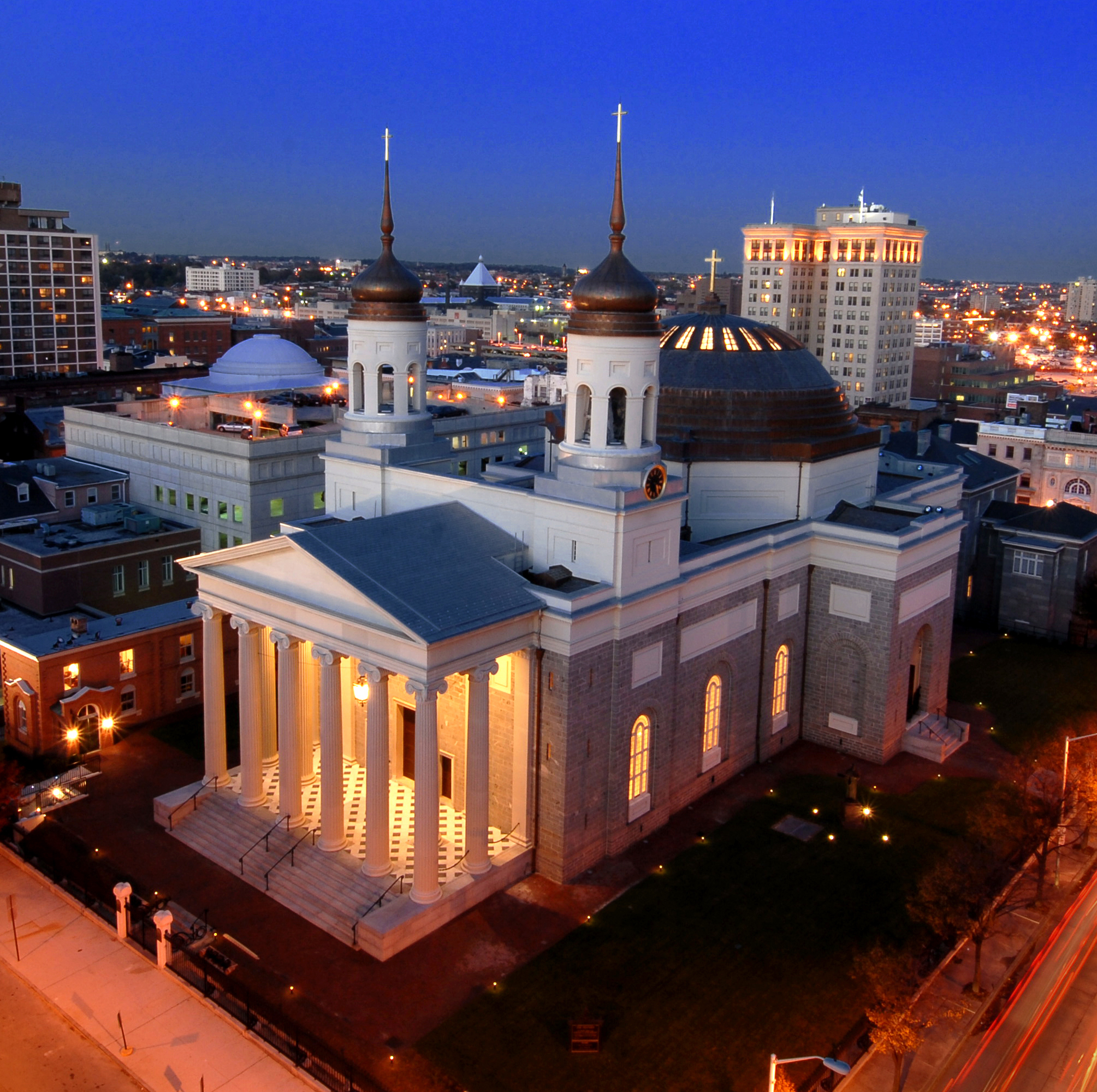
聖処女マリア被昇天国立聖堂のバシリカ

ラトローブは、蒸気船の出現とその技術に関する大きな興味とで、ミシシッピ川河口にあるニューオーリンズには大きな成長可能性があると見ていた。ニューオーリンズにおけるラトローブの最初のプロジェクトは、1807年にロバート・アレクサンダーの監督で建てられたニューオーリンズ税関だった。1810年、ラトローブは息子のヘンリー・セロン・ボネバル・ラトローブをニューオーリンズに派遣し、ニューオーリンズ市議会に上水道システムの計画を提出させた。ニューオーリンズ上水道システムの計画は、以前に設計したフィラデルフィアの上水道を基にしていた。フィラデルフィアのシステムは市内で発生した黄熱病流行に反応して作られた。ラトローブのシステムはスクーカル川から上流にある貯水池まで水を揚げるのに蒸気駆動ポンプを使った。そうすれば重力で市民に上水を送ることができた。ニューオーリンズ上水道システムの計画も蒸気駆動ポンプを使って水を脱塩するように設計された。ラトローブの息子はニューオーリンズに居る間に、米英戦争の戦闘に参加し、灯台、ニューオーリンズ慈善病院およびフランス・オペラハウスの建設などの計画に参加した。
ニューオーリンズは1811年に上水道システム発注に同意したが、ラトローブの方が即座に計画を受ける準備が無く、計画への十分な投資者を確保するという財政的問題に直面した。アメリカ合衆国議会議事堂に関するラトローブの仕事は米英戦争が始まる直前に完成しており、固定収入の源が終わっていた。戦争中、蒸気船プロジェクトなど、ラトローブは金を作るための幾つかの戦時プロジェクトを試みて失敗した。1814年、ピッツバーグに本拠を置く蒸気船事業でロバート・フルトンと共同経営者になった。ピッツバーグに居る間に、ピピンとブリシャードのサーカスのための劇場を設計し建設した。戦時中にアメリカ合衆国議会議事堂とホワイトハウスが焼けた後、ラトローブはワシントンD.C.に留まり、その再建に協力したので、ラトローブの息子が上水道プロジェクトの仕事の大半を引き受けた。
1818年、ラトローブは上水道プロジェクトに使う資本を生み出すことを期待して、ボルティモアでボルティモア商品取引所などのプロジェクトの仕事をした。以前にジョン・キャロルからアメリカ合衆国では初めてのローマ・カトリック教会の大聖堂を建てる注文を受けていた。ボルティモア・バシリカの建設は1806年に始まり、何年もその建設を妨げる財政的困難時期を経た後で、1821年にやっと完成した。ラトローブは1818年にボルティモア商品取引所のプロジェクトを完成し、その年12月にニューオーリンズに向けて出発し、1819年1月10日に到着した。当初はジャクソン広場にホテルに泊まった。ラトローブはそのプロジェクトのために作られるエンジンを得るためにプロジェクトがさらに遅れることになった。それは1819年にやっと獲得できた。ニューオーリンズ上水道システムの設計と建設には実に11年の年月を要した。この上水道システムに加えて、セントルイス大聖堂の中央塔を設計したが、これがラトローブにとって最後の建築プロジェクトになった。1820年、ラトローブは上水道プロジェクトのためにニューオーリンズで働いているときに黄熱病のために死んだ。ラトローブはニューオーリンズのセントルイス墓地に埋葬されたが、そこは、3年前にやはり黄熱病で死んだ息子のヘンリーが埋葬されている所だった。

## 建築

### 影響
ラトローブはドイツで勉強している時に、美術とその収集に興味のある古典学者であるカール・フォン・シャッハマン男爵から庇護された。1783年頃、ラトローブはこの男爵に影響されて建築家になる決心をした。ラトローブがドイツに居る間に、カール・ゴットハルト・ランガンスなどによる新しい建築運動が起こり、より古典的あるいはウィトルウィウス様式に回帰していた。
1784年、ヨーロッパ大陸巡遊旅行を始め、パリを訪れたときは聖ジュヌビエーブに献げられたパンテオンが完成近かった。パリのパンテオンはジャック・ジャーマン・スフローとジャン・ロンデレが設計しており、新古典主義の初期の例になっていた。当時、クロード・ニコラ・ルドゥーが新古典主義様式でフランスの多くの家屋を設計していた。ラトローブはローマも訪れ、そこではローマ・パンテオンやギリシャの影響を受けた他の古代建築物に印象を受けた。ラトローブがイギリスに戻った1784年、イギリスで影響力ある建築は多くの様々な様式に忠実だった。ウィリアム・チェンバーズ卿がその前線に立ってパラディアン様式で設計し、一方そのライバルであるロバート・アダムはローマの影響を受けたアダム様式を採っていた。ラトローブはパラディアン様式にもアダム様式にも興味が無かったが、当時はジョージ・ダンス・ザ・ヤンガーによって新古典主義もイギリスに紹介されている頃だった。その他ジョン・ソーンやヘンリー・ホランドようなイギリスの建築家も、ラトローブがロンドンに居る間に、新古典主義様式の設計をしていた。
ラトローブはヨーロッパ旅行の間に、アメリカの都市はどのように設計されるべきかについてもアイディアを集めた。ラトローブは市内の街区を長辺を東西にする薄い矩形で配置し、それでできるだけ多くの家が南向きになるような案を提案した。都市が成功するためには、商業や製造業の成長見込があり、良い水が得られる場所に造られる必要性があると考えた。ラトローブは公衆衛生など重要な要素を考えて、偏西風の影響を受けやすいので不健康と考える川の東岸よりも西岸に都市を建設することを推奨した。

### アメリカにおけるグリーク・リヴァイヴァル

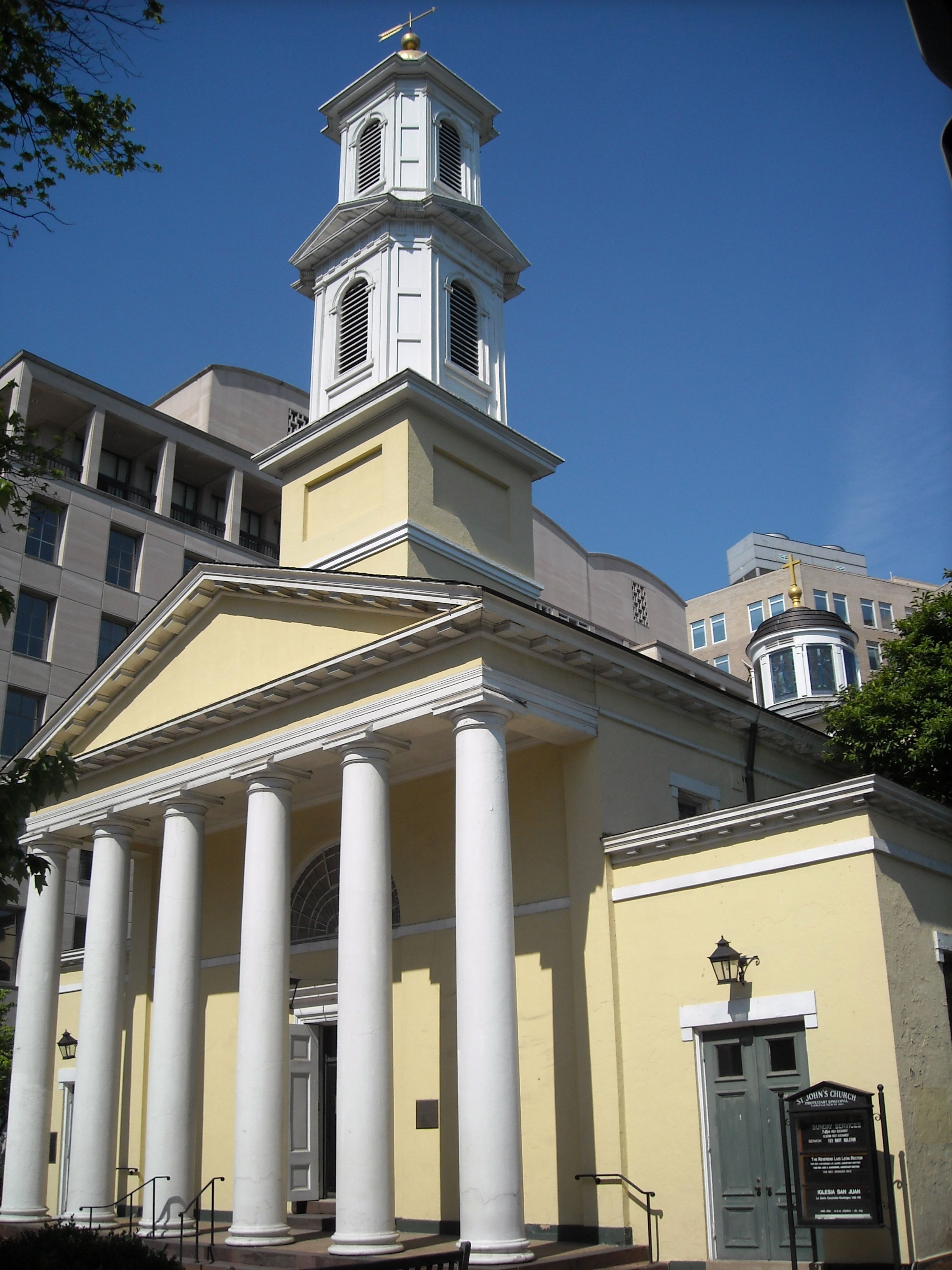
セントジョンズ聖公会教会、ワシントンD.C.

ラトローブはイギリスの新古典主義の影響を持込み、それとトーマス・ジェファーソンが導入した様式とを組み合わせて、アメリカ的ギリシャ復古様式を生み出した。ジョン・サマーソンはペンシルベニア銀行について、ラトローブが如何に「イギリス的新古典主義とジェファーソンの新古典主義を結婚させ、...その時からアメリカにおける古典主義がアメリカ的形態を取っていったか」の例として説明した。ラトローブが発展させたグリーク・リヴァイヴァル建築のアメリカ様式は民主主義の政治的理想、すなわちイギリス的なものが少ないものを連想させるようになった。

### 家屋
ラトローブがイギリスで開業したとき、その最初のプロジェクトはハマーウッド公園やアッシュダウン・ハウスの設計と共に、既存の家屋を改築することだった。その経歴初期の改築には、タントン・ホール、シェフィールド公園、フリムリーおよびテストン・ホールがあったが、これらの家屋はその後も改築されており、現在の形からラトローブの仕事を同定するのは難しい。ラトローブのデザインは当時の典型的なものよりも単純化されており、ロバート・アダムの影響があった。そのデザインに盛り込まれたものは、アシュダウン・ハウスで使われているようにしばしばギリシャ・イオニア式を含めているか、ハマーウッド公園の玄関ポルティコに見られるようにドリス式円柱を使っていた。
ラトローブはアメリカに移民してからも家屋のデザインを続け、その大半にグリーク・リヴァイヴァル様式を使った。ケンタッキー州レキシントンのポープ・ヴィラはアメリカ合衆国に現存するわずか3つのラトローブ家屋の1つである。ラトローブの最も前衛的なデザインとしてその特徴あるデザインは国家的重要性がある。またセジリー邸宅を設計するときは、アメリカ合衆国にゴシック・リヴァイバル建築も紹介した。ラトローブのデザインの多くに見られる主題は、ほぼ四角の中央にある吹き抜けのホールであり、明かり取りの丸屋根を備えている。これは長く狭い平面を持った当時流行の家屋とは対照をなすものである。